# موتور شهيد جمعة
موتور شهيد جمعة (بالإنجليزية: Mowtowr-e Shahid Jameh)‏ هي منطقة سكنية تقع في سيستان وبلوتشستان في إيران. يقدر عدد سكانها بـ 42 نسمة .